# بی. وین هیوز
بی. وین هیوز (انگلیسی: B. Wayne Hughes؛ زادهٔ ۲۸ سپتامبر ۱۹۳۳) کارآفرین اهل ایالات متحده آمریکا است، که در سال ۱۹۷۲ شرکت پابلیک اسنورج را تأسیس کرد.